# Faramea megalophylla
Faramea megalophylla är en måreväxtart som beskrevs av Johannes Müller Argoviensis. Faramea megalophylla ingår i släktet Faramea och familjen måreväxter. Inga underarter finns listade i Catalogue of Life.